# Jessica Mutch McKay
Jessica Mutch McKay (nacida en 1984 o 1985) es una reportera de televisión y editora política de Nueva Zelanda.

## Carrera
Entre 2006 y 2013, Mutch McKay trabajó como reportero de galería.
Mutch McKay se unió a TVNZ en 2008. Allí cubrió varias elecciones y elecciones parciales de Nueva Zelanda, y elecciones de otros países, como las elecciones australianas de 2007 y las elecciones estadounidenses de 2012. Fue corresponsal de 1 News Europe entre 2013 y 2015. Regresó a Nueva Zelanda en 2012 para presentar Q+A, un programa semanal de entrevistas sobre política. Dejó este cargo en 2018 para convertirse en editora política de TVNZ. Durante la pandemia de COVID-19, Mutch McKay dirigió la cobertura política de la respuesta del gobierno a la pandemia, así como de la protesta de Wellington. Cubrió las elecciones generales de 2023, fue copresentadora de la cobertura de la noche electoral para TVNZ, y organizó y moderó dos debates entre los líderes de Nacional y Laborista: Christopher Luxon y Chris Hipkins. Mutch McKay anunció su salida de TVNZ a principios de 2024 para trabajar para ANZ como jefa de relaciones gubernamentales y responsabilidad corporativa.

## Vida personal
En 2015, Mutch comenzó a salir con Iain McKay. Es guardaespaldas del Servicio de Protección Diplomática, que ha protegido a los primeros ministros John Key, Bill English y Jacinda Ardern. Mutch y McKay se casaron en agosto de 2018 en la isla Waiheke. Matty McLean fue el celebrante.
Mutch McKay se convirtió en madre en octubre de 2019 de una hija.